# Puchar Pokoju i Przyjaźni 1969
Sezon 1969 Pucharu Pokoju i Przyjaźni – siódmy sezon Pucharu Pokoju i Przyjaźni. Mistrzem wśród kierowców został Vladimír Hubáček (Lotus 41C), a wśród zespołów Czechosłowacja.

## Kalendarz wyścigów
Źródło: formula2.net
| Runda | Data           | Tor       | Pole position      | Najszybsze okrążenie | Zwycięzca (kierowcy) | Zwycięzca (zespoły) |
| ----- | -------------- | --------- | ------------------ | -------------------- | -------------------- | ------------------- |
| 1     | 10–11 maja     | Hawierzów | ?                  | ?                    | Vladimír Hubáček     | ?                   |
| 2     | 15 czerwca     | Mińsk     | ?                  | ?                    | Vladimír Hubáček     | ?                   |
| 3     | 29 czerwca     | Szczecin  | ?                  | ?                    | Vladislav Ondřejík   | Czechosłowacja      |
| 4     | 13–14 września | Drezno    | Vladislav Ondřejík | Vladislav Ondřejík   | Heinz Melkus         | ?                   |

## Klasyfikacja kierowców
| Legenda oznaczeń w tabelach wyników Wyświetl szablon na nowej stronie | Legenda oznaczeń w tabelach wyników Wyświetl szablon na nowej stronie                                                                     |
| Oznaczenie                                                            | Wyjaśnienie |
| --------------------------------------------------------------------- | --- |
| Złoty                                                                 | Zwycięzca lub mistrzostwo |
| Srebrny                                                               | 2. miejsce lub wicemistrzostwo |
| Brązowy                                                               | 3. miejsce lub II wicemistrzostwo |
| Zielony                                                               | Ukończył, punktował (w klasyfikacji generalnej, gdy zdobył co najmniej jeden punkt na przestrzeni sezonu, poza trzema powyższymi opcjami) |
| Niebieski                                                             | Ukończył, nie punktował (w klasyfikacji generalnej, gdy nie zdobył co najmniej jednego punktu na przestrzeni sezonu)                      |
| Czerwony                                                              | Nie zakwalifikował się (NZ) |
| Czerwony                                                              | Nie prekwalifikował się (NPK) |
| Różowy                                                                | Nie ukończył (NU) |
| Różowy                                                                | Niesklasyfikowany (NS) (w klasyfikacji generalnej, gdy nie został sklasyfikowany w żadnym wyścigu sezonu)                                 |
| Czarny                                                                | Zdyskwalifikowany (DK) |
| Czarny                                                                | Wykluczony (WYK/EX) |
| Biały                                                                 | Nie wystartował (NW) |
| Biały                                                                 | Kontuzjowany (K/INJ) |
| Biały                                                                 | Wyścig odwołany (OD/C) |
| Bez koloru                                                            | Został wycofany (WYC/WD) |
| Bez koloru                                                            | Nie przybył (NP/DNA) |
| Bez koloru                                                            | Nie brał udziału w treningach (NT/DNP) |
| Bez koloru                                                            | Nie został zgłoszony (–) |
| Pogrubienie                                                           | Start z pole position |
| Kursywa                                                               | Najszybsze okrążenie wyścigu |
| †                                                                     | Nie ukończył, ale jego rezultat został zaliczony ze względu na przejechanie więcej niż 90% dystansu wyścigu.                              |
| *                                                                     | Sezon w trakcie |
| 1/2/3                                                                 | Punktowana pozycja w sprincie kwalifikacyjnym                                                                                             |
| Lista systemów punktacji Formuły 1                                    | |

| Poz. | Kierowca           | HAW | MNS | SZC | DRE | Punkty |
| ---- | ------------------ | --- | --- | --- | --- | ------ |
| 1    | Vladimír Hubáček   | 1   | 1   | 2   | NU  | 43     |
| 2    | Heinz Melkus       | 5   | 5   | 3   | 1   | 42     |
| 3    | Vladislav Ondřejík | 2   | 2   | 1   | NU  | 41     |
| 4    | Jurij Andriejew    | ?   | 4   | 4   | 2   | 31     |
| ?    | Václav Bobek       | 3   | NU  | 5   | 3   |        |
| ?    | Jaroslav Bobek     | ?   | 3   | ?   | -   |        |
| ?    | Longin Bielak      | ?   | 6   | ?   | 4   |        |
| ?    | Manfred Berger     | 4   | ?   | ?   | NU  |        |
| ?    | Miroslav Fousek    | ?   | NU  | ?   | 5   |        |
| ?    | Henry Saarm        | 6   | 12  | ?   | 11  |        |
| ?    | Ulli Melkus        | ?   | ?   | ?   | 6   |        |
| ?    | Zbigniew Sucharda  | ?   | NU  | ?   | 7   |        |
| ?    | Józef Kiełbania    | ?   | NU  | ?   | 8   |        |
| ?    | Władimir Grekow    | 9   | 10  | ?   | 9   |        |
| ?    | Ksawery Frank      | ?   | 9   | ?   | 10  |        |
| ?    | Frieder Rädlein    | ?   | ?   | ?   | 12  |        |
| ?    | Oldřich Brunclík   | 14  | ?   | ?   | -   |        |
| ?    | Enn Griffel        | ?   | NU  | ?   | NU  |        |
| ?    | Giennadij Żarkow   | ?   | NU  | ?   | -   |        |
| ?    | Peter Findeisen    | ?   | ?   | ?   | NU  |        |

### Zespoły
| Miejsce | Zespół         | Punkty |
| ------- | -------------- | ------ |
| 1       | Czechosłowacja | 114    |
| 2       | NRD            | 88     |
| 3       | ZSRR           | 56     |